# 森実運輸
森実運輸株式会社（もりざねうんゆ、英：Morizane Transportation Co,. Ltd.）は、愛媛県新居浜市に本社を置く陸運業会社である。
1903年に創業。内航海運業から始まり、陸上・海上・航空の運送事業だけでなく、営業開発・外食サービス・燃料供給・環境保全などの多角的事業を行っている。

## 事業所

### 愛媛地区
西条支店
- 西条営業所
- 喜多川営業所
- 四電営業所
- 東予営業所

その他の営業所
- 松山営業所
- 今治営業所
- 波方出張所
- 川之江営業所

### 香川地区
- 坂出営業所
- 坂出出張所

### 愛知地区
名古屋支店
- 名古屋営業所（愛知県江南市）
- 江南営業所（愛知県江南市）

### 大阪地区
- 大阪営業所（大阪府大阪市）
- 南大阪営業所（大阪府堺市）

### その他の地区
- 三重支店（三重県亀山市）
- 広島営業所（広島県東広島市）
- 東京営業所（東京都大田区）
- 北九州営業所（福岡県北九州市）

## 沿革
- 1893年5月 - 愛媛県川之江市(現：四国中央市)で「森実回漕店」として創業。住友汽船の荷扱いおよび海陸運送事業を開始。
- 1914年5月 - 本店を新居浜へ移転。住友肥料製造所(現:住友化学)および住友各社の海陸総合運送事業を開始。森実回漕店から森実組に改名。
- 1937年
  - 2月 - 若松出張所(現:北九州営業所)を開設。
  - 3月 - 大阪出張所(現:大阪営業所)を開設。
- 1949年2月 - 四国郵政局の委託で郵便物逓送業務を開始。
- 1952年5月 - 「森実運輸株式会社」を設立。
- 1955年8月 - 一般区域貨物自動車運送事業免許を取得。
- 1961年5月 - 名古屋支店を開設。住友化学工業（現：住友化学）名古屋製造所の構内運搬作業、森永乳業中京工場の製品輸送業務を開始。
- 1964年2月 - 港湾運送事業(一般港湾運送事業・沿岸荷役事業・船内荷役事業・はしけ運送事業)免許を取得。
- 1966年11月 - 住友セメント（現：住友大阪セメント）西条包装所で製品の包装、出荷業務を開始(現:西条支店喜多川営業所)。
- 1968年1月 - 現在地に本社ビルを建設。
- 1969年9月 - 内航運送業・内航運送取扱業免許を取得。
- 1970年6月 - 通関業免許(神戸税関管内)を取得。通関業務を開始。
- 1972年4月 - いかだ運送事業免許を取得。
- 1977年9月 - 坂出出張所を開設。
- 1980年8月 - 森永乳業中京工場の輸送体制充実化のため、江南営業所を新設。
- 1982年4月 - 沖縄航路集荷、代理店業務を開始　(現：海運部定期航路課)。
- 1983年
  - 3月 - 四国電力西条発電所にて揚炭業務を西条営業所(現:ひうち営業所)が開始。
  - 11月 - 波方出張所を開設。
- 1986年
  - 8月 - 航空部航空貨物課(現:ロジスティクス部国際物流課)を新設。
  - 9月 - 航空部松山営業所(現:ロジスティクス部松山営業所)を松山市南吉田町に開設し、航空貨物代理店業務を開始。森実運輸第ニビルを新設。
- 1988年10月 - 新居浜市磯浦町に車輌ターミナル新設。
- 1989年10月 - 名古屋支店三重営業所(現:三重支店)を新設し、シポレックス建材輸送業務を開始。
- 1990年4月 - 四電営業所を新設し、西条営業所から揚炭及び構内業務を移管。
- 1991年4月 - 多喜浜汎用倉庫を新設し、倉庫管理業務を開始(現：現務部第三課：多喜浜倉庫)。
- 1994年7月 - 東京営業所を開設し、自動車貨物運送取扱業を開始。
- 1996年4月 - 営業開発部マリン事業室を新設し、マリン関連業務およびレストラン運営を開始。
- 1998年3月 - 営業開発部東予事業室(現:東予営業所)を新設し、日新製鋼（現：日本製鉄）東予製造所の構内作業および関連業務を開始。
- 1999年3月 - 産業廃棄物収集運搬業の許可を取得。
- 2002年
  - 3月 - 海運部業務課(現:業務部)を新設し、住友共同電力の構内作業を開始。
  - 8月 - 通関業免許(大阪税関管内)を取得。通関業務を開始。
- 2003年4月 - 住友共同電力壬生川火力発電所向けの石炭海上輸送を開始。地方卸売市場愛媛青果における物流業務を開始。
- 2006年
  - 5月 - 営業開発部ケミカル物流準備室(現:南大阪営業所)を新設し、大阪府堺市でケミカルローリー輸送を開始。
  - 9月 - 営業開発部大江事業室(現:大江事業部)を開設し、住友化学大江工場内で液晶フィルムの物流管理業務開始。海運部代理店課において外航船オペレーション業務開始。
- 2009年2月 - 松山市西垣生に物流倉庫を新設。
- 2010年12月 - 一般建設業許可(とび・土工工事業、機械器具設置工事業)を取得。
- 2012年2月 - 四国中央市寒川に物流倉庫を新設。
- 2016年2月 - 大阪市住之江区に南港センターを開設。
- 2018年4月 - 新居浜市多喜浜に阿島倉庫を新設。
- 2022年
  - 8月 - 神戸税関より認定通関業者として認定を受ける。
  - 9月 - 新居浜市多喜浜に東浜倉庫を開設。
- 2023年
  - 7月 - 新居浜市多喜浜に南エリア倉庫を新設。
  - 11月 - 新居浜市多喜浜に新居浜ターミナルを新設。

## グループ会社
- 株式会社四国テクニカ（システム開発など）
- 株式会社ティーピーエスアビエーションジャパン（航空・宇宙用部品・電子部品輸入業）
- 新居浜シェル石油株式会社（石油販売業）
- 有限会社新居浜自動車工業社（自動車整備業）
- 株式会社フロンティアサービス（ビルメンテナンス業、警備業など）
- 森実エクスプレス株式会社（一般貨物自動車運送事業など）
- 森実商事株式会社（卸小売業、保険代理店業）
- 森実タウンサービス（一般貨物自動車運送事業など）

## テレビ提供番組
- 地元愛媛県ではテレビでの提供番組が多い。そのうちの1つであるテレビ愛媛（FNS系列）で開局の頃~1995年3月末まで放送していた「日曜洋画劇場」愛媛版（放送素材は日本教育テレビ→テレビ朝日が愛媛県エリア向けにテレビ朝日系で放送されているバージョンと若干異なる内容を裏送りで制作されていたものと見られる。）のスポンサーであった。しかし、1995年4月に愛媛朝日テレビの開局に伴い、テレビ愛媛での「日曜洋画劇場」愛媛版の放送は終了した。以降愛媛県での「日曜洋画劇場」は愛媛朝日テレビでテレビ朝日と同時刻に放送されている。テレビ愛媛での森実運輸スポンサー番組も1995年4月以降は別番組に移行している。